# Bifenil-2,3-diol 1,2-dioksigenaza
Bifenil-2,3-diol 1,2-dioksigenaza (EC 1.13.11.39, 2,3-dihidroksibifenilna dioksigenaza, bifenil-2,3-diolna dioksigenaza, bphC (gen)) je enzim sa sistematskim imenom bifenil-2,3-diol:kiseonik 1,2-oksidoreduktaza (deciklizacija). Ovaj enzim katalizuje sledeću hemijsku reakciju
bifenil-2,3-diol + O2 {\displaystyle \rightleftharpoons } 2-hidroksi-6-okso-6-fenilheksa-2,4-dienoat
Ovaj enzim sadrži Fe2+ ili Mn2+. On učestvuje u degradaciji bifenila i PCB (poli hlorinatih bifenila)

## Literatura
- Nicholas C. Price; Lewis Stevens (1999). Fundamentals of Enzymology: The Cell and Molecular Biology of Catalytic Proteins (Third изд.). USA: Oxford University Press. ISBN 019850229X.
- Eric J. Toone (2006). Advances in Enzymology and Related Areas of Molecular Biology, Protein Evolution (Volume 75 изд.). Wiley-Interscience. ISBN 0471205036.
- Branden C; Tooze J. Introduction to Protein Structure. New York, NY: Garland Publishing. ISBN 0-8153-2305-0.
- Irwin H. Segel. Enzyme Kinetics: Behavior and Analysis of Rapid Equilibrium and Steady-State Enzyme Systems (Book 44 изд.). Wiley Classics Library. ISBN 0471303097.
- William P. Jencks (1987). Catalysis in Chemistry and Enzymology. Dover Publications. ISBN 0486654605.

## Spoljašnje veze
- Biphenyl-2,3-diol+1,2-dioxygenase на 